# Только смерть приходит обязательно
«Только смерть приходит обязательно» — художественный фильм, Грузия-фильм, 1992, драма.

## Сюжет
По повести Габриэля Гарсиа Маркеса «Полковнику никто не пишет».
 В горном селении умер человек — умер своей смертью. Оркестрантам запрещено сопровождать покойника на кладбище. В настоящее время идет война и именно здесь проходит граница, которую нельзя преступать местным жителям…
Картина («Посвящается всем нам») снималась в Грузии зимой 1992 года, во времена тревожных событий, в городке Сигнахи.

## В ролях
- Тенгиз Арчвадзе — полковник
- Лия Элиава — жена полковника
- Ираклий Хизанишвили — доктор
- Имеда Кахиани — Сабас
- Кетино Кикнадзе — жена Сабаса
- Нугзар Курашвили — адвокат

В фильме снимались:
- Нико Топуридзе — Альфонсо
- Лаша Окрешидзе — Герман
- Мамука Лория — Альваро
- Борис Андроникашвили
- Картлос Марадишвили
- Вахтанг Пирцхалава
- Роман Цурцумия
- Эка Кахиани
- Важа Пирцхалаишвили — нет в титрах
- З. Марадишвили
- С. Тольц
- Г. Бадалашвили

## Съёмочная группа
- Автор сценария: Виктор Дубровский
- Режиссер: Марина Цурцумия
- Оператор: Игорь Кожевников
- Композитор: Сергей Шустицкий
- Художник: Георгий Лапиашвили
- Продюсеры: Марина Цурцумия, Александр Шалимов